# 安娜·內里
安娜·賈斯蒂娜·費雷拉·內里（葡萄牙語：Ana Justina Ferreira Néri，1814年12月13日—1880年5月20日）是一名巴西護士，被認為是巴西第一位護士。她最著名的事跡是在巴拉圭戰爭期間為三國同盟義務工作。

## 生平
安娜出生於巴伊亞州卡舒埃拉的村莊，父親是何塞·費雷拉·德熱蘇斯（José Ferreira de Jesus），母親是路易莎·瑪麗亞·達斯·維爾根斯（Luísa Maria das Virgens）。23 歲時，安娜與海軍指揮官伊西多羅·安東尼奧·內里（Isidoro Antônio Néri）結婚。。由於丈夫經常當班，安娜已習慣獨力打理家務。她在29歲時成為寡婦，必須獨自照顧他們的孩子賈斯汀亞諾（Justiniano）、伊西多羅（Isidoro）和佩德羅（Pedro）。賈斯汀亞諾和伊西多羅成為了醫生，而佩德羅則加入軍隊，成為了一名軍校學生。

### 護士工作
1865年，巴西加入三國同盟參加巴拉圭戰爭，安娜的兩個兒子都被徵召服役，此外還有她的兩個兄弟曼努埃爾·傑羅尼莫（Manuel Jerônimo）和華金·莫里西奧（Joaquim Maurício）。她不甘心就這樣遠離家中所有的男人，於是寫了一封信給巴伊亞州的州長曼努埃爾·皮尼奥·德索薩·丹塔斯（Manuel Pinho de Sousa Dantas），表示願意在衝突期間照顧三國同盟的受傷士兵。
那年晚些時候，安娜人生中第一次離開巴伊亞，協助軍隊的衛生團，當時衛生團規模很小，補給品也不多。她開始在科連特斯的一家醫院與文森特修女會的修女一起工作，在那裡她將照顧6,000多名住院的士兵。不久之後，她又在薩爾托、烏邁塔、庫魯派蒂和亞松森協助傷患。
安娜是一位富有的女性，她在當時被巴西軍隊佔領和圍困的巴拉圭首都創辦了一家療養院。為此，她動用了從家族遺傳下來的個人財務資源。她在那裡無私地工作，直到戰爭結束。她的兒子賈斯汀亞諾和一位志願入伍的侄子都在戰鬥中犧牲。
1870年戰爭結束後，安娜回到巴西，並獲得多項殊榮，其中包括銀牌和人道主義戰役獎章。皇帝佩德羅二世頒佈敕令，賜予安娜終身養老金，並用於為她從巴拉圭帶來的四名孤兒提供教育。

### 逝世與紀念
安娜於1880年5月20日在里約熱內盧逝世，享年65歲。1926年，卡羅斯·查加斯以她的名字命名了巴西第一所官方護理學校。她的全身肖像由維克多·梅雷萊斯繪製，目前在薩爾瓦多市政廳佔有尊貴的一席之地。根據2009年12月2日代理總統若澤·阿倫卡爾批准的第12.105號聯邦法，安娜·內里現在是《祖國英雄紀念冊》中的人物，她的名字將被納入祖國與自由萬神殿，這是巴西利亞的一座紀念碑，由奧斯卡·尼邁耶設計的鋼書組成。
她在2021年巴西歷史電視劇《Nos Tempos do Imperador》中由希莉亞·寇恩特羅飾演。